# Problepsis deducta
Problepsis deducta är en fjärilsart som beskrevs av Claude Herbulot 1962. Problepsis deducta ingår i släktet Problepsis och familjen mätare. Inga underarter finns listade i Catalogue of Life.